# (30767) Chriskraft
(30767) Chriskraft (1983 VQ1) – planetoida z grupy przecinających orbitę Marsa okrążająca Słońce w ciągu 3,57 lat w średniej odległości 2,34 j.a. Odkryta 6 listopada 1983 roku.